# كريل سومي
ايفوزي سومي أو كريل سومي (الاسم العلمي:Stylocheiron suhmi) هو نوع من الحيوانات البحرية يتبع جنس ايفوزي قلمي اليد من فصيلة الايفوزية.